# جک کالوین
جک کالوین (انگلیسی: Jack Colvin; ۱۳ اکتبر ۱۹۳۴ – ۱ دسامبر ۲۰۰۵) یک هنرپیشه اهل ایالات متحده آمریکا بود.
از فیلم‌ها یا برنامه‌های تلویزیونی که وی در آن نقش داشته‌است می‌توان به عقرب و جنین اشاره کرد.